# 京都大学大学院文学研究科・文学部

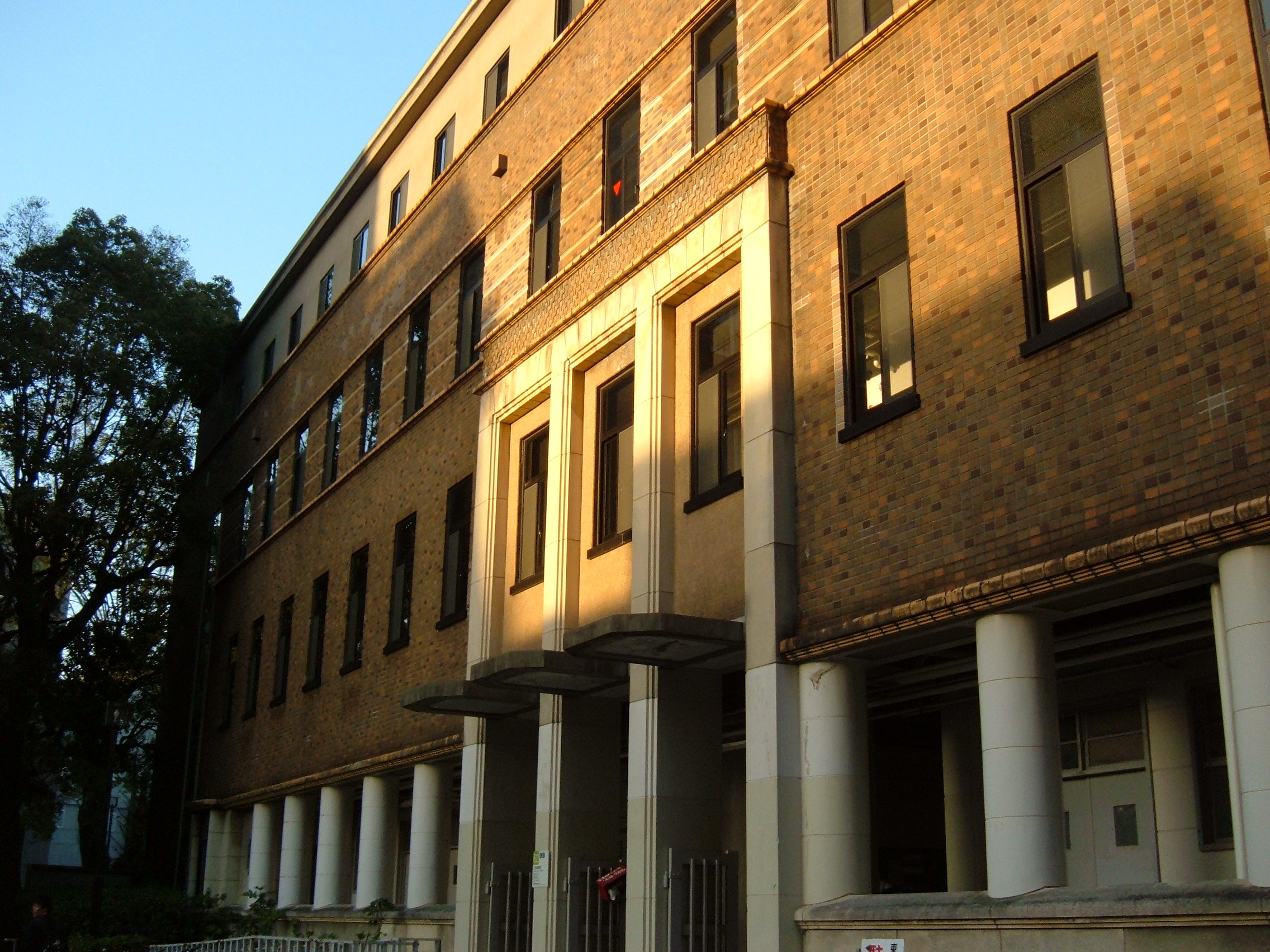
文学部東館（吉田本部キャンパス）

京都大学大学院文学研究科（きょうとだいがくだいがくいんぶんがくけんきゅうか、英称：Graduate School of Letters）は、京都大学大学院に設置されている研究科の一つである。また、京都大学文学部（きょうとだいがくぶんがくぶ、英称：Faculty of Letters）は、京都大学に設置されている学部の一つである。

## 沿革
1906年（明治39年）6月4日、京都帝国大学文科大学として設立される。京大の分科大学（法科大学・医科大学・理工科大学）の中で実際の開設が遅れたのは、当時、東京帝国大学の文科大学さえ学生定員を満たしていなかったことと、日露戦争のためと伝えられている。
初年度に開講されたのは哲学科のみであるが、史学科は翌年、文学科は翌々年と1年ずつ遅れて授業が始まった。当初のスタッフは東大出身者が大半であったが、内藤湖南、幸田露伴、米田庄太郎など、経歴にこだわらない採用も行われた。外国人を当初から外国文学の教授に採用しなかったのも京大文科大学の特色である。
東大文科大学とは異なる講座編成が行われるようになる。心理学、地理学が独立の講座となる。東洋学が重視され、東大では漢学科としてまとめられていた漢学は支那哲学・東洋史学・支那文学が3学科に分離して置かれた（とりわけ東洋史学は最初から3講座と破格の扱いであった）。
1919年2月7日に改正された帝国大学令により、京大文科大学は文学部となる。
大正後期から昭和初期にかけては、文科大学創設期の教授たちが相次いで停年等により退官する一方、京大出身者が教官に加わっていった。人文学の哲学や中国学の諸分野で、京大文学部の教官や卒業生は名声を上げ、人文学各分野の研究・教育の拠点となる。彼らは「京都学派」と呼ばれるようになる。
1949年（昭和24年）、新制京都大学の発足にあたり、文学部の教育学関連の講座を母体として京都大学教育学部が発足する。
新制になった当初は変動のあった学部の入学定員は1957年度から200名となり、以後1987年まで変更されなかった。またこの頃までに教官の大半を京大出身者が占めるようになる。
1996年（平成8年）、大学院重点化が行われ、文学研究科は学部の大講座の上位の組織として改組された。
人文学に関する研究を幅広く行っている。

### 年譜
- 1897年（明治30年）6月 京都帝国大学設置
- 1906年（明治39年）6月 勅令第135号により、文科大学を開設。
- 1913年（大正2年）8月 澤柳事件
- 1919年（大正8年）2月 文科大学を文学部と改称。
- 1933年（昭和8年）5月 滝川事件
- 1935年（昭和10年）11月 文学部三十周年記念祝賀式挙行。『京都大学文学部三十周年史』を刊行した。
- 1946年（昭和21年）4月 女子学生を初めて受け入れる（12名）。
- 1947年（昭和22年）9月 政令204号による帝国大学令改正に伴い、京都帝国大学を京都大学と改称。
- 1949年（昭和24年）5月 新制大学発足。新制文学部発足。教育学部設立。
- 1952年（昭和27年）3月『京都大学文学部紀要』を創刊。
- 1953年（昭和28年）4月 新制大学院文学研究科発足。文学研究科規定を制定。
- 1956年（昭和31年）11月 文学部五十周年記念祝賀式典挙行。『京都大学文学部五十年史』、『五十周年記念論集』刊行。
- 1959年（昭和34年）2月 陳列館を文学部博物館と改称。
- 1966年（昭和41年）4月 内陸アジア研究所（羽田記念館）開設。
- 1969年（昭和44年）3月 全共闘運動の高まりから文学部が全館閉鎖、11月まで授業が休止となる。
- 1987年（昭和62年）11月 文学部博物館新館が開館。
- 1995年（平成7年）人文学科16講座の1学科大講座へ改組。
- 1996年（平成8年）4月 大学院重点化
- 1997年（平成9年）
  - 4月 文学部博物館を総合博物館に移管。
  - 8月 文学部新館（鉄筋コンクリート八階建）竣工
- 2006年（平成18年）6月 文学部百周年、記念講演会・式典・祝賀会が挙行される。

## 教育と研究

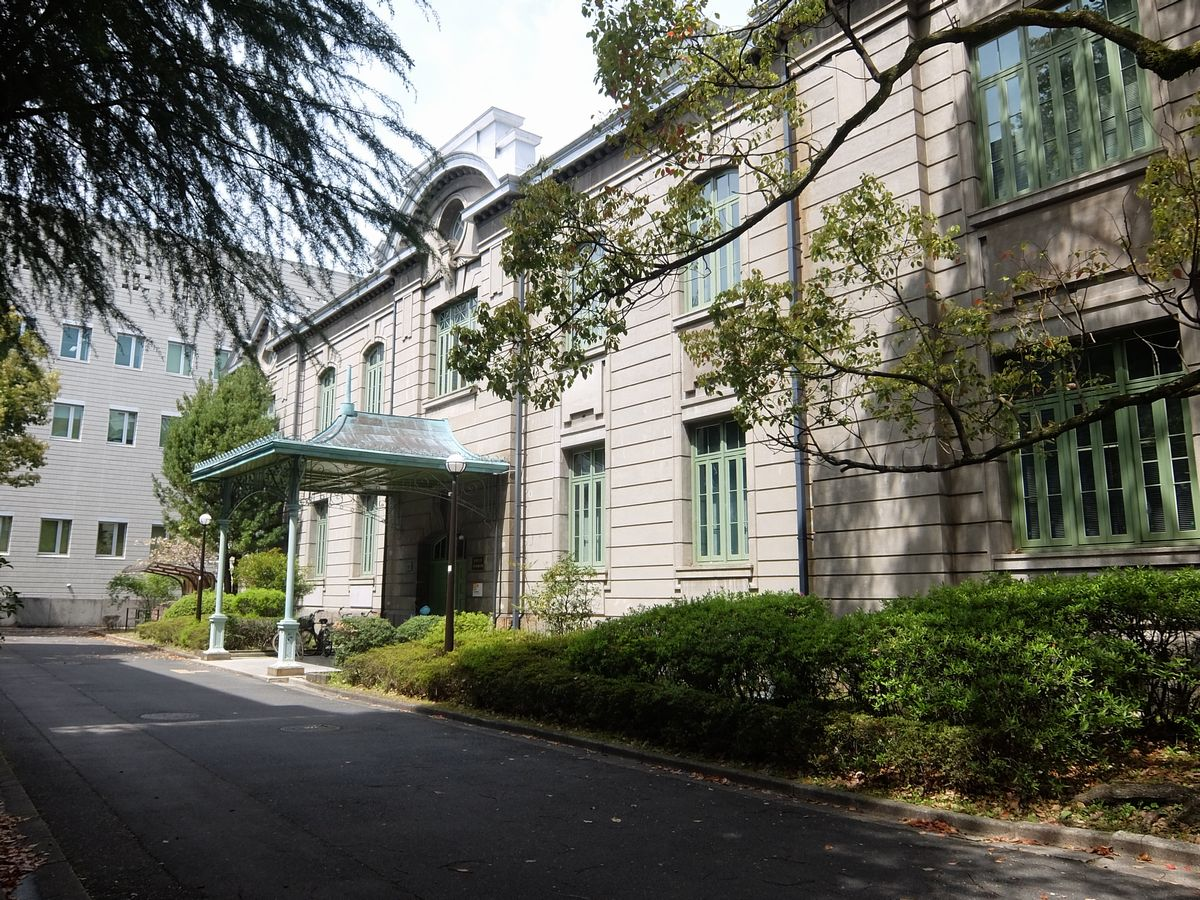
文学部陳列館（有形文化財登録）

### 組織
1995年4月、それまで哲学科・史学科・文学科・文化行動学科の4学科44講座であったのが、人文学科1学科16大講座（実験講座10、非実験講座6）へと改編された。

#### 文学部
- 人文学科
  - 東洋文化学系
  - 西洋文化学系
  - 哲学基礎文化学系
  - 歴史基礎文化学系
  - 行動・環境文化学系
  - 基礎現代文化学系

#### 文学研究科
- 文献文化学専攻
  - 東洋文献文化学系
    - 国語学国文学専修
    - 中国語学中国文学専修
    - 中国哲学史専修
    - インド古典学専修
    - 仏教学専修

  - 西洋文献文化学系
    - 西洋古典学専修
    - スラブ語学スラブ文学専修
    - ドイツ語学ドイツ文学専修
    - 英語学英米文学専修
    - フランス語学フランス文学専修
    - イタリア語学イタリア文学専修
- 思想文化学専攻
  - 思想文化学系
    - 哲学専修
    - 西洋哲学史（古代・中世・近世）専修
    - 日本哲学史専修
    - 倫理学専修
    - 宗教学専修
    - キリスト教学専修
    - 美学美術史学専修

- 歴史文化学専攻
  - 歴史文化学系
    - 日本史学専修
    - 東洋史学専修
    - 西南アジア史学専修
    - 西洋史学専修
    - 考古学専修
    - 歴史文化論（協力講座）
    - 情報ネットワーク管理室

- 行動文化学専攻
  - 行動文化学系
    - 心理学専修
    - 言語学専修
    - 社会学専修
    - 地理学専修
    - 行動文化論（協力講座）
    - 総合文化学（客員講座）

- 現代文化学専攻
  - 現代文化学系
    - 科学哲学科学史専修
    - メディア文化学専修
    - 現代史学専修

- 国際連携文化越境専攻（ハイデルベルク大学（ドイツ）との連携）

#### 附属施設
文学研究科附属
- 文化遺産学・人文知連携センター

### 研究
21世紀COEプログラム
- 2002年
人文科学[2]
  - 「グローバル化時代の多元的人文学の拠点形成」（文学研究科歴史文化学専攻）
  - 「心の働きの総合的研究教育拠点」（文学研究科行動文化学専攻）

## 以文会
京大以文会（いぶんかい）は文学部、大学院文学研究科に共通する同窓会である。「以文」の出典は論語顔淵篇「君子以文會友」（君子は文を以て友を会す）。 1955年（昭和30年）設立。
現在の会長は吉井秀夫（文学研究科教授、考古学）。